# Colegiata de San Antolín
La colegiata de San Antolín es, junto con el Castillo de La Mota, el edificio histórico más importante de Medina del Campo. Se encuentra situado en la plaza mayor de la localidad y, aunque la parte principal es característica del gótico final, la construcción es compleja, abarcando estilos desde principios del siglo XVI hasta el siglo XVIII, e incluso modificaciones posteriores, muchas de ellas debidas a necesidades de mantenimiento y reparación (si bien, todavía en 1903 se remodeló una capilla para enterrar a uno de sus párrocos).
A pesar del nombre con el que se la conoce popularmente, el templo actualmente es una más de las parroquias de Medina; la categoría de colegiata con abadía libre y exenta le fue otorgada por el papa Sixto IV en 1480, a instancias de los Reyes Católicos, quienes, a su vez se hicieron eco del antiguo señor de la villa, Fernando de Antequera (después rey de la corona de Aragón) y de su esposa Leonor de Alburquerque que deseaban, incluso, levantar una catedral. Se cuenta que Doña Leonor, acudía diariamente a oír misa desde el antiguo Palacio Real y en ocasiones (por seguridad) se desplazaba en su carroza, por un entramado de grandes bodegas que en ese trayecto había. En 1851 el edificio fue rebajado a la categoría de Parroquia Mayor, perdiendo sus privilegios.
El origen de esta iglesia se remonta al siglo XII, cuando la villa fue repoblada por numerosas comunidades venidas del norte, al amparo de los fueros y libertades de lo que era la cabecera de una importante Comunidad de Villa y Tierra de la Extremadura Castellana. Se sabe que acudieron gallegos, leoneses, asturianos, vascos, navarros y francos, y que cada grupo se asentó alrededor de su propia parroquia, siendo una de ellas la de San Antolín, fundada por gentes procedentes de Palencia, de ahí que eligieran la advocación al santo patrono de su ciudad de origen. No quedan, sin embargo, restos del primer edificio, solo documentos, el más antiguo de los cuales data de 1177, nombrándose la parroquia de «Sancto Antonino».
El edificio actual es bastante complejo, como se ha comentado, debido a la falta de unidad estilística. Aparte del templo propiamente dicho, con su capilla mayor y otras muchas secundarias, consta, como templo anejo, de la Capilla de las Angustias; además de la sacristía, las estancias dedicadas a diversas cofradías y canonjías (habiendo perdido la sala capitular, pues en su lugar se levantó una capilla privada), una torre-campanario y varias fachadas: la principal es la que da a la plaza, con su propio atrio abierto o lonja de jurisdicción eclesiástica.

## Cronología

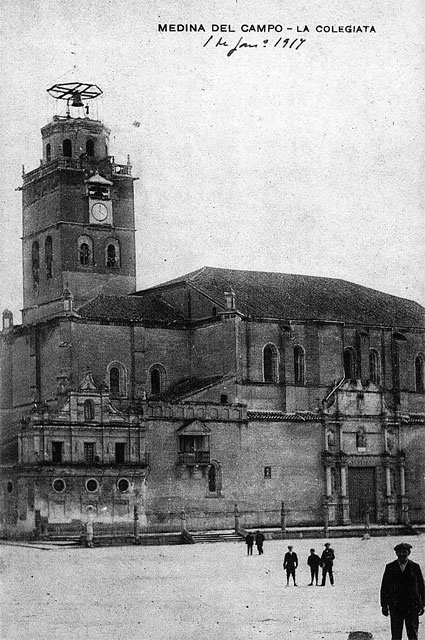
Imagen de 1917 de la Colegiata.

La parte principal de la Colegiata de San Antolín se puede situar en el siglo XVI con rasgos propios del Gótico tardío y del Renacimiento. En 1503 constan documentalmente las gestiones de ampliación con objeto de dotar al templo de la envergadura de su categoría de colegiata y en 1521 figura como maestro de obra Juan Gil de Hontañón, momento en el que ya se había terminado la capilla mayor.
Desgraciadamente no hay documentación sobre quien se encarga de la construcción la muerte de Juan Gil. Se sospecha, que, en 1531, lo haría su hijo, el prestigioso arquitecto Rodrigo Gil de Hontañón; sin embargo no se ha podido confirmar. Se sabe que por esas fechas Gil de Hontañón está saturado, pues trabajaba simultáneamente en un importante número de obras entre las que destacan, cuando menos, las catedrales de Valladolid, Segovia y Salamanca, por citar solo las más importantes, lo que hace difícil imaginar que aceptara dirigir también el diseño del templo medinense.
Del siglo XVI son muchas de las pequeñas capillas de la nave del Evangelio, algunas tan destacadas como la del Cristo de la Paz, la de Jesús atado a la Columna o la de Nuestra Señora del Pópulo, hoy muy alterada, pero de gran importancia por tener un altar exterior, en un balcón, con una imagen de la Virgen, desde el que se cantaba misa en época de las Grandes Ferias del Reino para que pudieran escucharla todos los mercaderes sin necesidad de abandonar sus puestos de venta.

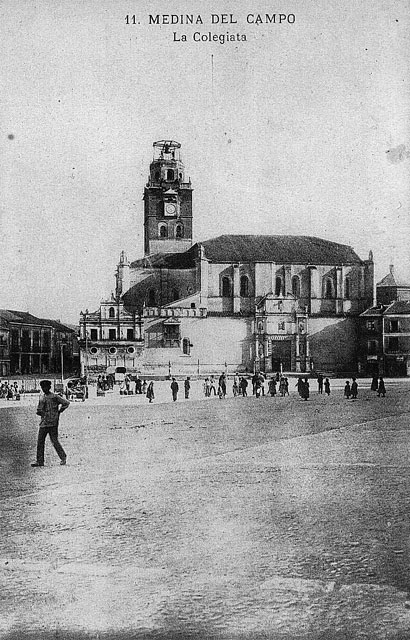
Postal antigua de la Colegiata.

En el siglo XVII se documenta el cierre de los pies de la iglesia, a cuenta del arquitecto Andrés Gómez de Cisniega (1636). También en ese siglo se fechan algunas de las capillas barrocas de la nave de la Epístola, la de los Medina, dedicada a San Pablo, la de los Hernández de Paz con la advocación de la Virgen de Montserrat, la de los Quiñones o del Santo Cristo de la Concepción. La sacristía se levantó poco después. 
A finales de la misma centuria se levantan las estancias de la Cofradía del Santísimo Sacramento, con su gran balconada hacia la plaza mayor, destinada a presenciar las ceremonias que allí se celebraban, el salón de cabildos y la Capilla de Nuestra Señora de las Angustias (una auténtica iglesia aneja de estilo barroco exaltado coronada con una ornamentadísima cúpula encamonada).
En el siglo XVIII se transforma la portada principal, dotándola de un acceso de mayor tamaño y una fachada de piedra (en contraste con el resto del edificio que es de ladrillo) en la que destacan las columnas exentas y varios cuerpos con decoración escultórica. En estas obras se aprovecharon muchos elementos anteriores, por ejemplo, algunas gárgolas sirvieron de remate a los pilares que delimitaban el atrio. Asimismo hay fragmentos de cornisa de la antigua fachada gótica en el paramento del zócalo y las escalinatas de acceso desde la plaza.
Ya en pleno siglo XX, durante la guerra civil española, se instaló en el campanario un puesto antiaéreo dotado de una ametralladora, que según testimonios directos, no llegó a disparar.

## Exterior

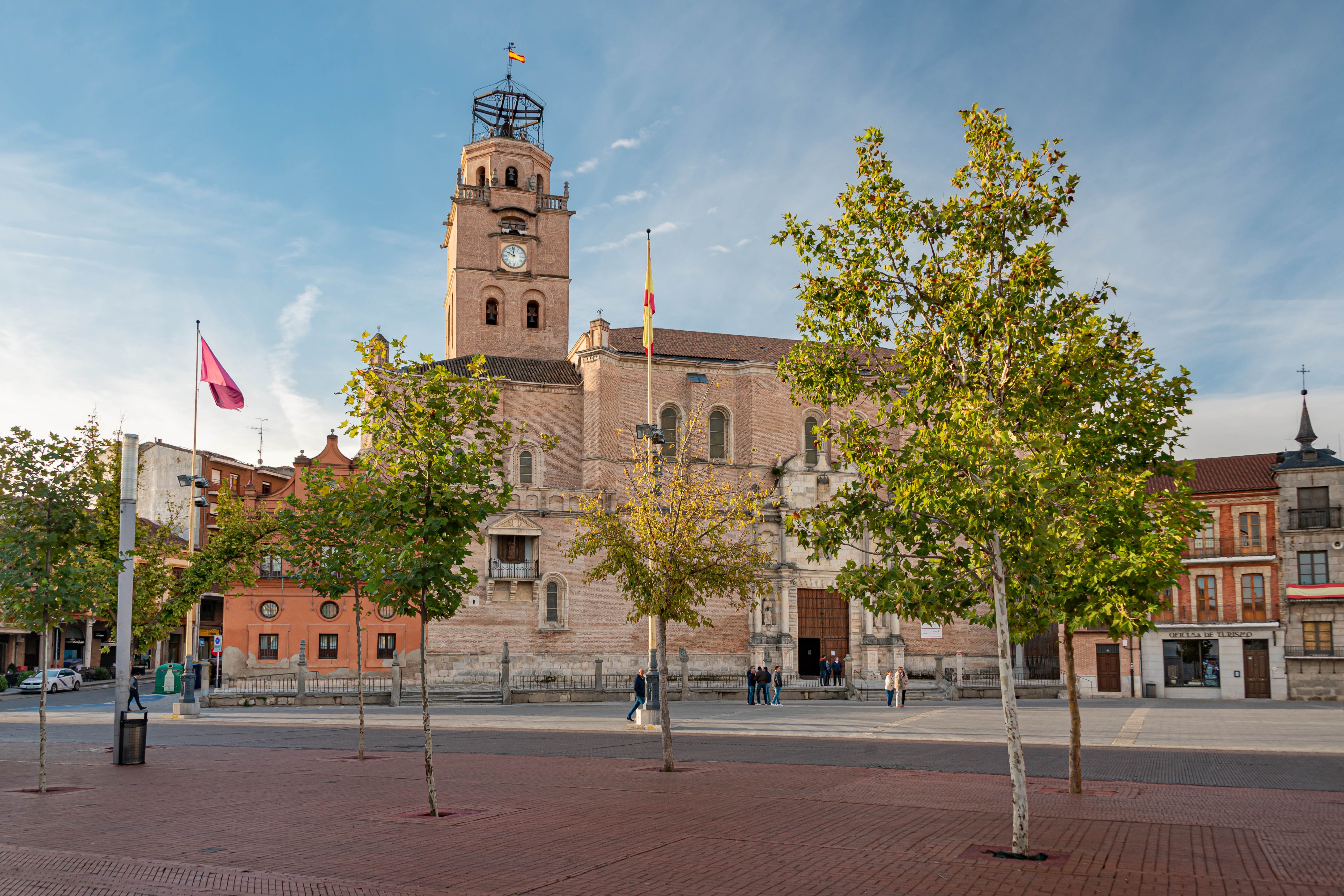
Vista de la Colegiata en el año 2023.

Al exterior, la iglesia colegial ofrece la pesada imagen de las construcciones de planta de salón; la descuidada disposición de muros añadidos y construcciones adosadas se deja sentir en todos sus flancos.
En el inferior se abre una gran puerta adintelada enmarcada por sillares almohadillados y flanqueada por dos parejas de columnas toscanas, en cuyos intercolumnios se hallan las estatuas de San Pedro y San Pablo. Sobre la puerta hay dos aldabas, según la tradición, arrancadas por los medinenses de una de las puertas de la ciudad de Ronda tras la famosa batalla de 1485.

## El balcón de la Virgen del Pópulo

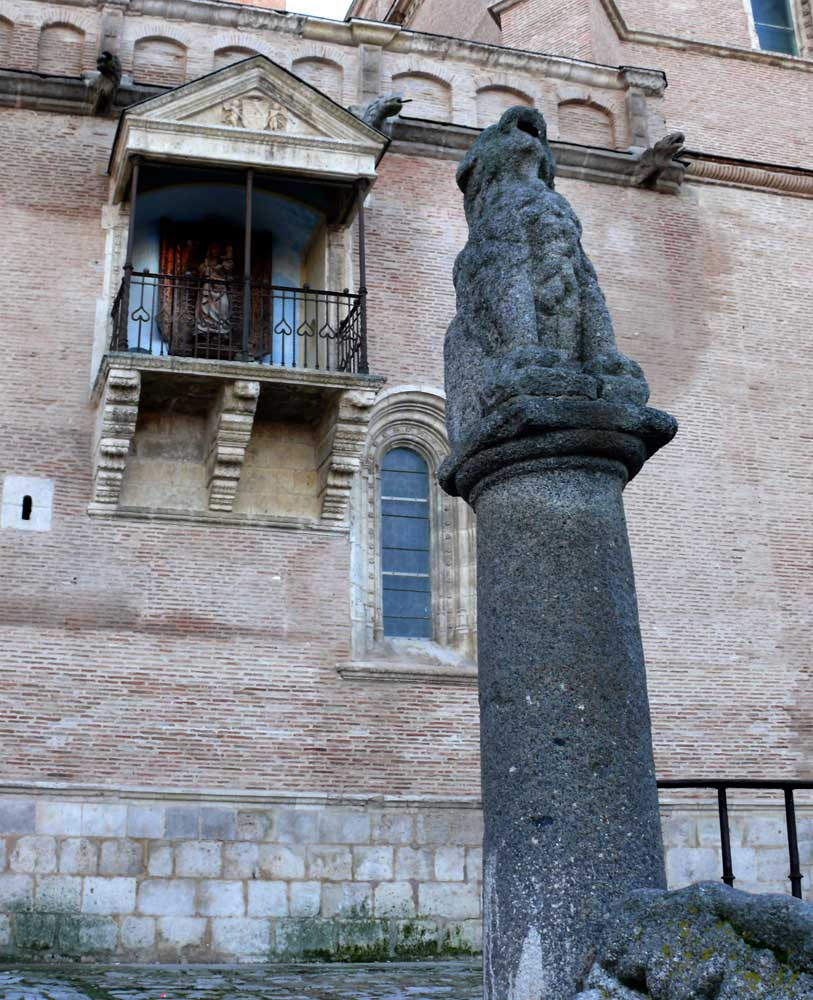
Detalle del atrio (con una gárgola) y el balcón de la Virgen del Pópulo

Quizá el elemento arquitectónico más interesante de toda la fachada principal sea el balconcillo que se alza inmediatamente a la izquierda de la portada principal. Es la capilla abierta de Nuestra Señora de la Concepción o del Pópulo y su singularidad radica en ser el más antiguo antecedente, aún en pie, de las capillas exteriores o de indios, tan extendidas en las iglesias y catedrales de Hispanoamérica.
Se construyó como segundo altar de la capilla interior del mismo título sobre tres mensulones de granito con decoración de palmetas avolutadas; preside el conjunto un pequeño retablo muy deteriorado con la imagen titular.
El balcón se cubre con un frontón triangular en cuyo centro se halla el escudo del fundador, el abad Alonso García del Rincón. En 1516 se dictó que la función primordial de su construcción sería: servir para la celebración de la misa los días de mercado, sin que los feriantes tuvieran que ausentarse de sus tenderetes; su construcción se terminó en 1523.
Otra balconada que se encuentra en el extremo de la fachada en un cuerpo añadido, corresponde a la edificada en 1691 por la archicofradía del Santísimo Sacramento, conocida popularmente como de los canónigos, por ser el lugar donde estos presenciaban los festejos celebrados en la plaza.

## La torre y el reloj de la villa

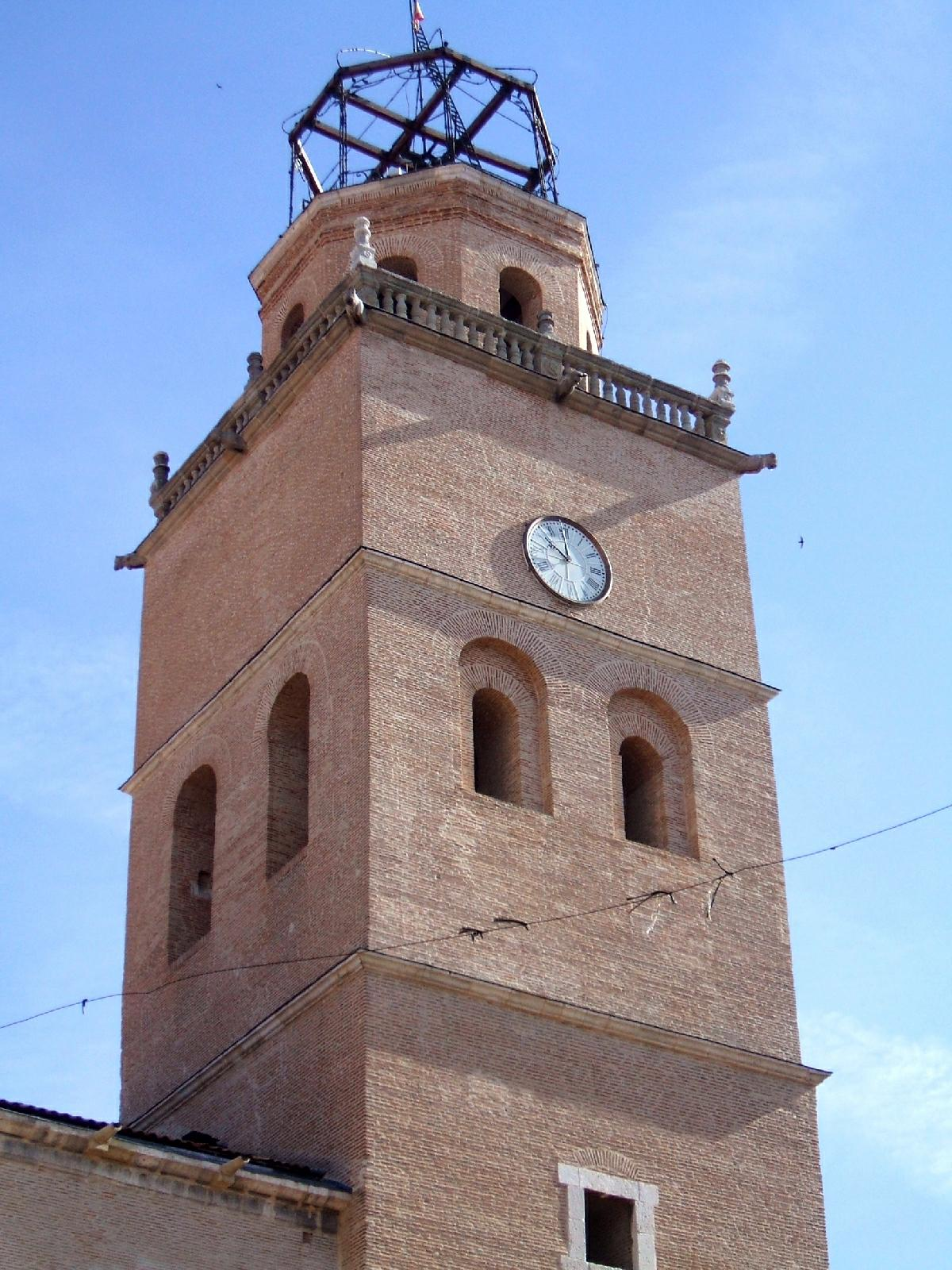
Detalle de la torre.

La torre consta de cinco cuerpos separados por impostas de piedra ligeramente voladas, con un remate de planta octogonal sobre el que hay una estructura de hierro, que sustituye al chapitel ochavado destruido por un rayo en 1841. En el cuerpo de campanas se halla la gran campana Santa Bárbara, fundida en 1588 y popularmente conocida como campana María; en el muro del Este se hallan dos esquilones de volteo de 1641 y 1836, dedicados ambos a San Antolín.
De los muchos toques de campanas realizados en los tiempos en que el templo era colegiata han perdurado algunos, como el que diariamente puede oírse poco antes de las nueve de la mañana, conocido como toque del címbalo; fue instituido en recuerdo de los fallecidos en el desplome de las bóvedas del templo agustino de Nuestra Señora de Gracia el 13 de abril de 1629.
En el quinto cuerpo se encuentra el reloj de cuyo curioso mecanismo forman parte dos carneros que se encuentran sobre la esfera y que marcan los cuartos entrechocando sus respectivas testuces en dos pequeñas campanas (son los originales del primitivo instalado hacia el segundo cuarto del siglo XVI); justamente encima de ellos, donde se interrumpe la balaustrada de piedra, estuvieron situadas dos grandes figuras articuladas que flanqueaban una campana donde daban las horas; las sustituye, desde fines del siglo XIX, una pareja de maragatos de dos metros de altura, que pueden verse en lo más alto de la torre a ambos lados de la monumental campana gótica dedicada a santa María, conocida como maragata.

## Interior

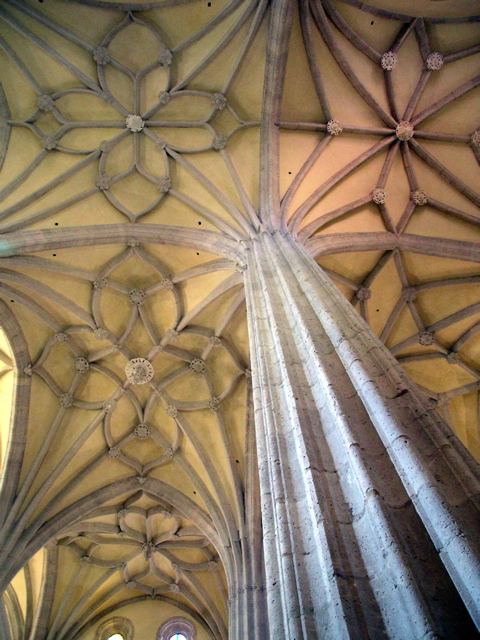
Bóvedas

Retablo de Angustias

Retablo de Cristo Concepción

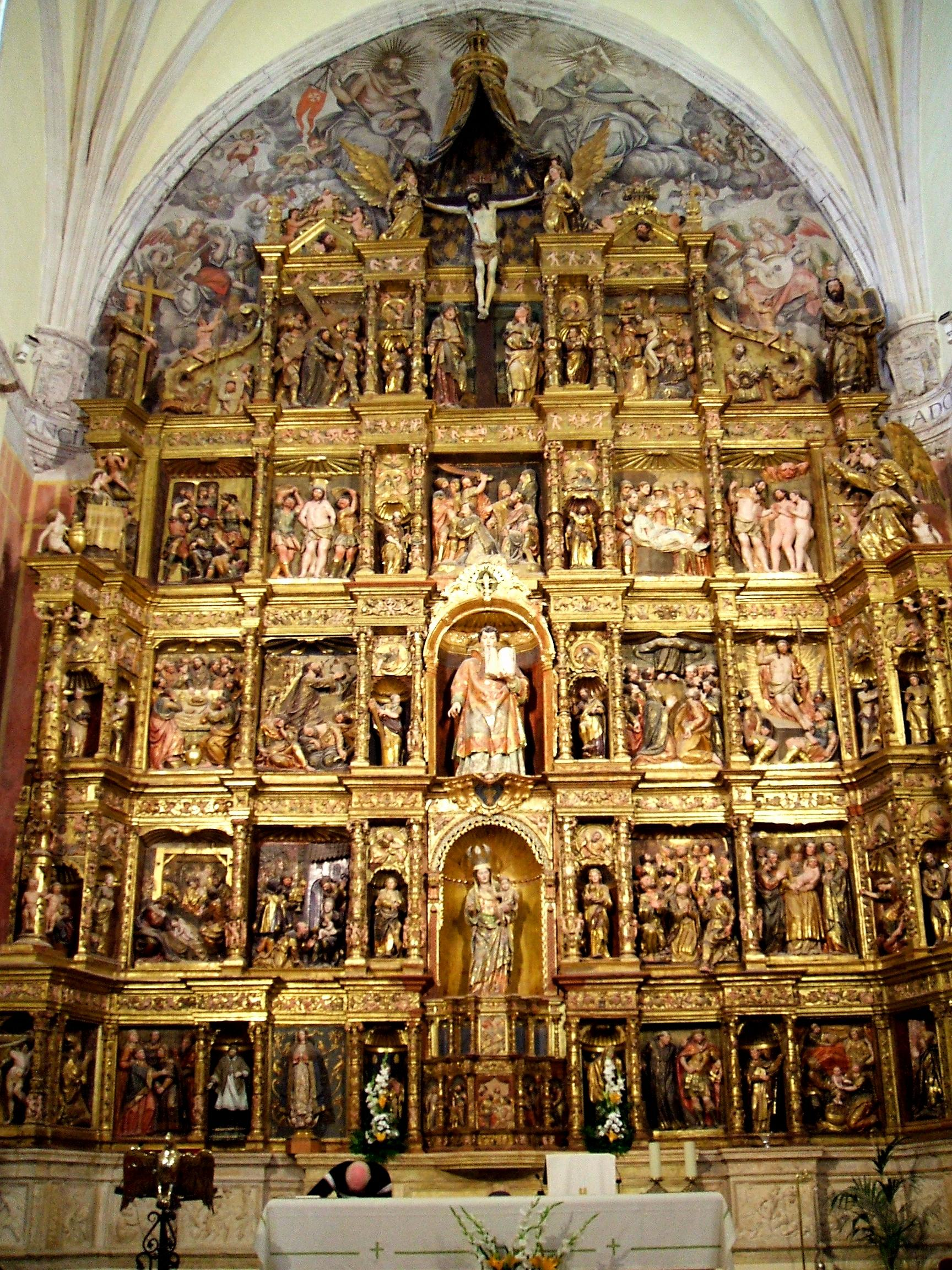
Retablo Mayor

El interior de la colegiata presenta las conocidas características del gótico tardío: planta de tipo salón de tres naves de similar altura con tres tramos cada una y espaciosa cabecera rectangular. Todas las bóvedas que la cubren son de crucería estrellada con combados, terceletes y ligaduras. La estructura abovedada, en su conjunto, se apoya en los muros dotados de pilastras interiores y contrafuertes exteriores -entre los cuales se disponen las capillas-hornacinas- y en gruesos pilares cilíndricos en los que aparecen adosadas finas columnillas. En el muro de la nave del evangelio, desde los pies, se abren las siguientes capillas:
La capilla de San Antonio de Padua la fundan Diego Rodríguez de Neira y su mujer Ana Menda en 1631. El retablo es del mismo momento y contiene en su cuerpo principal una escultura de San Antonio, flanqueada por los lienzos de Santa Ana con la Virgen a la izquierda, y de San Juan Bautista a la derecha; en el ático hay otro lienzo que representa a Santiago matamoros.
La siguiente es la capilla de Santa Regina; fundada en 1556 por Francisco Lobato el Viejo (padre del importante ingeniero hidráulico Francisco Lobato del Canto), bajo la advocación de San Cayetano, a fines del siglo pasado es transformada radicalmente por el sacerdote Isidoro Sanz Méndez, quien la adquiere para sepultura suya y de sus familiares, siendo la última persona enterrada en la colegiata en 1903. El retablo es de este último momento y contiene las antiguas imágenes titulares y otras incorporadas por el nuevo propietario; la pieza de mayor interés es la situada en el ático, una escultura de la Piedad del siglo XVI. La reja que vela esta capilla es de fines del siglo XVI; hoy desafortunadamente repintada, no parece la original del conjunto.
Sigue la capilla del Cristo de la Paz, fundada por García Sánchez y su mujer Francisca Pérez en 1535; posteriormente, el patronato pasa a manos de Ana Boyer, de la célebre familia de libreros en la Medina del siglo XVI. El retablo fue encargado en 1554 aJuan Picardo, quien debía componer como única escena un calvario con piezas de bulto redondo; en la actualidad, de este conjunto solo se conserva en su lugar la extraordinaria escultura del crucificado, denominado popularmente Cristo de la Paz; las de la Virgen y San Juan tal vez sean las que hoy en día flanquean al Cristo Nazareno de la capilla de las Angustias. La reja de cerramiento se encarga a Juan López de Urigarri, cerrajero de Mondragón afincado en Medina en 1556; no se ajusta al vano, tal vez por las obras de reforma que sufrió esta capilla al arnpliarse la inmediata entrada principal del templo en el siglo XVIII.
Sobre el arco de esta capilla puede contemplarse una pintura mural de San Cristóbal de grandes proporciones, cuya razón obedece a la difundida creencia medieval que aseguraba un día sin sobresaltos y viaje sin problemas a todos aquellos que vieran antes una imagen de este santo.
Tras el cancel de entrada y continuando hacia la cabecera se halla la capilla de Jesús atado a la columna, fundada por Francisco Pérez de Vargas y Constanza Álvarez del Corral en julio de 1546, sobre un arco titulado de San Pedro y San Pablo perteneciente a la vieja parroquia, que no había llegado a terminarse por coincidir su obra con la ejecución del nuevo templo (de aquí que aparezcan ambos santos flanqueando al Cristo titular). En 1627, Luisa de Torres, esposa del regidor Pedro de Valpuesta, adquiere el patronato y, más adelante, pasa el mismo a manos del conde de Adanero y sus sucesores. El retablo fue encargado en 1554 a los escultores Juan 
Picardo y Juan de Astorga, quienes realizaron las esculturas ya nombradas; con el cambio de patronato en 1627 se coronó el conjunto con un frontón curvo con lienzos de Francisco de Pinedo que representan a San Joaquín, la Inmaculada Concepción y Santa Ana, disponiéndose a ambos extremos las esculturas de Santa Teresa y San Juan de la Cruz.
La siguiente es la capilla del Descendimiento (o de Nuestra Señora), sin duda, una de las más interesantes de toda la iglesia; fundada por Antonio de Cuéllar, corregidor de Plasencia, y su esposa Beatriz de Cepeda, en ella destacan tanto el retablo de tablas pintadas como la reja de cerramiento, ambos encargados en 1533. Las tablas pertenecen al primer Renacimiento, mientras que la arquitectura del retablo es algo posterior; consta de dos cuerpos más ático enmarcado por los escudos de armas de los fundadores; en el primer cuerpo se hallan actualmente las tablas que representan el Martirio de Santa Catalina, Nuestra Señora con el Niño y la Estigmatización de San Francisco con la donante; en el segundo, el Abrazo de San Joaquín y Santa Ana en la Puerta Dorada, Llanto sobre Cristo muerto y San Jerónimo con el donante; en el ático la Asunción de Nuestra Señora (este orden no es el original, ya que se hallan mal colocadas tras el robo, felizmente resuelto, sufrido en la noche del 30 al 31 de octubre de 1979). Todas ellas, de gran calidad, están en consonancia con la obra del denominado Maestro de Becerril. Por su parte, la extraordinaria reja que cierra el conjunto consta de dos cuerpos divididos en tres calles y coronamiento; corresponde al estilo del rejero Juan Francés, en los momentos del mejor plateresco, ofreciendo la típica sensación de horror al vacío.
En la cabecera de esta nave del evangelio se abre la capilla de la Concepción de Nuestra Señora o del Pópulo, llamada hoy de Santa Bárbara. Como vimos al hablar del balcón exterior de la fachada principal del templo, el abad Alonso García del Rincón funda en 1516 esta capilla dotándola de dos altares, uno principal (el propio de esta capilla) y otro exterior, ambos dedicados originalmente a la Inmaculada Concepción; las obras acaban en 1523. En los años cuarenta del presente siglo, la capilla es remozada totalmente por el Regimiento de Artillería con plaza en Medina para dar culto a su patrona Santa Bárbara, contruyéndose un nuevo retablo para la cabecera. Se cubre con una falsa cúpula sobre pechinas en las que aparece pintado el escudo de armas del abad. Además del retablo principal, que es contemporáneo, hay otro lateral neoclásico del siglo XVIII, que fue desplazado de la cabecera para situar el nuevo. En el primero de ellos se ha dispuesto recientemente la magnífica Piedad de Juan de Juni, que se admite como la realizada para la capilla de la Casa Blanca; en el retablo lateral hay una escultura de la Inmaculada concepción del siglo XVI, repintada imitando mármol. Cierra la capilla una buena reja que presenta una traza similar a la de la capilla anterior, de la cual no se ha conservado el coronamiento.
En el testero, antes de llegar a la capilla mayor, se halla el retablo de la Misa de San Gregorio; obra encargada por Pedro Rodríguez de Contreras y Engracia de Medina en 1584, según se lee en la lápida situada en el costero de mano izquierda. Consta de banco, dos cuerpos y ático, cerrándose con un remate semicircular pensado para ajustarse al hueco de una capilla-hornacina que no llegó a construirse. En él destacan varias pinturas sobre tabla (las correspondientes a santos fundadores, Última cena, y la superior que parece representar un cortejo episcopal) de cronología anterior a la ejecución del retablo, hecho que seguramente condicionaría su estructura. El relieve central con la escena de la Misa de San Gregorio puede atribuirse al taller de Leonardo de Carrión. Desgraciadamente no se conservan algunas de las tablas dispuestas primitivamente en el retablo; fueron cambiadas fraudulentamente en los comienzos de los años sesenta por lienzos de muy inferior calidad procedentes de la iglesia de la Cruz. También han desaparecido las esculturas de la Virgen y San Juan que componían el calvario. El remate superior semicircular descansa sobre dos esculturas de ángeles portantes apareciendo, en los extremos, las armas de los fundadores.
La capilla mayor es sin duda el recinto más significativo de todo el templo. Fue construida a partir de 1503 a expensas del medinense Juan Ruiz de Medina, obispo que fue de varias diócesis, además de abad de esta colegiata y presidente de la Real Chancillería de Valladolid; dicha fundación, la primera de la nueva colegiata, se recuerda en la leyenda que recorre el friso. La capilla se cubre con una bóveda de crucería en cuyo diseño se advierte, en planta, una estrella de lados mixtilíneos con nervios angulares.
El retablo mayor es, sin duda, el conjunto artístico más importante de cuantos pueden encontrarse en el templo. La mayor parte del mismo se llevó a cabo a expensas de los bienes de la fundación que hizo Catalina de Sedeño, por testamento de 7 de enero de 1539. Se sabe que en ese año el ensamblador Joaquín de Troya concierta con los escultores Cornelis de Holanda y Juan Rodríguez la hechura de la mitad de todo el retablo; asimismo, hay constancia de la intervención del pintor Luis Vélez, quien en 1548 lleva a cabo la policromía del pabellón y las figuras del calvario. Como ocurre en cualquier obra de estas proporciones se acusa la participación de numerosos artistas con sus correspondientes talleres, durante varias décadas. Además de los citados, se admite la participación de Isidro Villoldo, Pedro de Salamanca y otros discípulos de Alonso de Berruguete, así como la de Juan Picardo, de influencia juniana, y Leonardo Carrión, escultor romanista muy activo en la villa durante el último tercio del siglo. Pasando a una rápida descripción del mismo, digamos que se asienta sobre sotabanco de piedra y consta de banco y tres cuerpos completos más el coronamiento. Si bien el trazado de su arquitectura recuerda el propio de los retablos góticos, con numerosos casamentos, la técnica de las tallas y los relieves es plenamente plateresca; se organiza en cinco calles más dos entrecalles que flanquean la central con dos contrafuertes laterales. Entre las casi cien escenas y motivos iconográficos destacan: en el sotabanco, los relieves con episodios de las vidas de José y David; en el banco, las esculturas de los donantes de la capilla y el retablo, las de San Sebastián, San Antonio Abad y Santiago peregrino, y el bien compuesto tabernáculo de dos cuerpos; los tres cuerpos siguientes y el de remate entre aletones tienen la misma organización, conteniendo, por una parte, magníficos relieves que narran episodios de la vida de Jesús desde los temas de la infancia (el Nacimiento, la Adoración de los Magos, la Circuncisión...) hasta los propios de su Pasión, Muerte y Resurrección (Última cena, Oración en el Huerto, Coronación de Espinas, Flagelación, Camino del Calvario, Descendimiento, Santo Entierro...); preside el conjunto un monumental calvario bajo dosel descorrido por dos ángeles; junto con los relieves, en los intercolumnios que flanquean la calle central y en los contrafuertes laterales, hay hornacinas donde se alojan esculturas de bulto representando a apóstoles, y en sus partes superiores pequeños tondos con bustos de profetas y santas, todos ellos de gran calidad. La calle central se alteró en 1668 disponiéndose sobre el tabernáculo la Virgen de las Candelas, talla gótica tardía, titular del retablo junto con San Antolín, cuya enorme escultura se dispone en el siguiente cuerpo bajo el relieve de su martirio. Sobre los contrafuertes se sitúan las imágenes de la Anunciación y del arcángel San Gabriel dirigiéndose la mirada, y sobre el coronamiento las representaciones del Antiguo y Nuevo Testamento. Las pinturas murales representan a Dios Padre y Cristo Resucitado con ángeles músicos que tañen arpas, violas y laúdes.